# Firefly Aerospace
Firefly Aerospace (ранее — Firefly Space Systems) — частная аэрокосмическая компания со штаб-квартирой в Сидар-Парке (пригород Остина, Техас, США), которая разрабатывает легкие ракеты-носители для запуска малых спутников и кубсатов в космос. Компания является сторонником идеи «Нового космоса» — движения в аэрокосмической отрасли, которое имеет цель расширить доступ к космосу за счет использования технических инноваций, а также путем преодоления административных и логистических ограничений, связанных с зависимостью от национальных космических институтов.
В апреле 2017 генеральный директор Том Маркьюзик заявил о банкротстве компании, позже её активы были выкуплены украинским предпринимателем Максимом Поляковым. Поляков перезапустил компанию под новым названием Firefly Aerospace.

## История

### 2014—2016
Компания Firefly Space Systems была основана в январе 2014 года Томом Маркьюзиком (на момент основания Firefly Том Маркьюзик уже имел опыт работы в ракетостроении, полученный в компаниях-сторонниках идеи «нового космоса» — SpaceX, Virgin Galactic и Blue Origin), П. Дж. Кингом, Майклом Блумом и небольшой группой инженеров на собственные средства. В ноябре 2014 компания переехала из Хоторна в Калифорнии в пригород Остина — Сидар-Парк в штате Техас. Главный офис и производственные мощности компании находились в Остине и в Хоторне. Также компания купила 87 га земли для испытательных и производственных целей в Бриггсе, что в 80 км от Остина.
В 2014 компания купила оборудование для производства композитных баков, а в середине года прототип такого бака был протестирован в космическом центре Маршалла. 10 сентября 2015 года компания произвела успешное испытание своего первого двигателя Firefly Rocket Engine Research 1 (FRE-R1).
В октябре 2016 Firefly потеряла поддержку своего главного инвестора и была вынуждена отправить всех сотрудников в отпуск. Причиной отказа от финансирования, вероятно, стало судебное разбирательство между Firefly и Virgin Galactic — по мнению Virgin, Маркьюзик использовал некоторые из их разработок, но прямых доказательств так и не нашли. В результате сложившейся ситуации в апреле 2017 компания была вынуждена заявить о банкротстве.

### 2017—2020
Для погашения задолженности компании 16 марта 2017 года Firefly выставила свои активы на аукцион. Патенты, лицензионные соглашения, а также большую часть других активов Firefly выкупил украинский предприниматель Максим Поляков, а именно его компания EOS Launcher; сумма сделки составила 75 млн долл. Так после слияния с EOS Launcher компания получила новое название Firefly Aerospace. Планировалось нанять большую часть сотрудников Маркьюзика и продолжить работу в Сидар-Парк.
В мае 2018 компания Firefly Aerospace открыла в украинском городе Днепр свой научно-исследовательский центр. В его штате не менее 150 сотрудников, центр оснащён промышленными 3D-принтерами, предназначенными для высококачественной печати металлом, а также инновационным металлообрабатывающим оборудованием. Компания также имеет офисы в Вашингтоне и Токио.
В ноябре 2018 года Firefly Aerospace попала в список компаний, отобранных НАСА для лунной программы США.
В 2019 году компания Firefly Aerospace подписала договор о сотрудничестве с Aerojet Rocketdyne.
В 2019 году ВВС США выбрали Firefly для участия в программе Orbital Services Program-4 (OSP-4)[что?].
В декабре 2019 года группа первоначальных акционеров Firefly Space Systems подала судебный иск, в котором обвинила соучредителя и генерального директора Тома Маркьюзика Firefly Space Systems в мошенническом сговоре с Максимом Поляковым, чтобы вынудить компанию к банкротству, чтобы затем возродить её под почти идентичным названием, не давая прежним акционерам никакой доли в новой компании.
В феврале 2020 года было опубликовано двухлетнее расследование, проведенное Snopes, которое установило связь основателей Firefly Aerospace Полякова Максима и Марка Ватта с поддельными сайтами знакомств «BuddyGays», «MyLustyWish», «WantMatures», «Loveaholics», «SpicyDesires» и «AffairDating».
В мае 2020 Firefly получили сертификацию AS9100, и команда перешла от разработки к фазе производства ракеты-носителя Alpha.

### 2021—2024
4 февраля 2021 года НАСА заключило контракт CLPS с компанией Firefly Aerospace на сумму 93,3 миллиона долларов .
В конце ноября 2021 года Максим Поляков получил письмо от Комитета по иностранным инвестициям США (CFIUS) с просьбой к его инвестиционной компании «Noosphere Venture Partners» продать долю в Firefly (почти 50 %) по соображениям национальной безопасности. Поляков отрицал угрозу национальной безопасности США, но согласился пойти навстречу просьбе. «Noosphere Ventures» объявила, что наймет инвестиционно-банковскую фирму для продажи акций. Будущее Научно-исследовательского центра Firefly в Днепре пока неизвестно — возможно, его закроют.
В феврале 2022 года Максим Поляков заявил о продаже своей доли Noosphere Ventures в Firefly Aerospace (Firefly) в размере 58 % акций своему партнеру и соучредителю компании за 1 $.
8 августа 2022 года Northrop Grumman и Firefly Aerospace объявили о намерении разработать новую первой ступени для ракеты-носителя Antares компании Northrop, а также будущей ракеты средней грузоподъемности.
14 марта 2023 года НАСА заключило с Firefly контракт стоимостью 112 миллионов долларов для её второй миссии на обратную сторону Луны с использованием посадочного модуля Blue Ghost, запуск ожидается в 2026 году.
15 сентября 2023 года ракета-носитель Firefly Alpha совершила свой первый успешный полёт по миссии VICTUS NOX.
28 ноября 2023 года Firefly провела испытание двигателя Miranda. Тест проводился на 65% мощности.
24 июня 2024 года Firefly объявила о намерении модернизации Среднеатлантического регионального космопорта для запуска ракет Alpha.  Через три дня Шведская космическая корпорация и Firefly подписали соглашение о запуске спутников с помощью ракеты Alpha с космодрома в Космическом центре Эсрейндж, начиная с 2026 года.
17 июля 2024 года произошла смена генерального директора компании, временным генеральным директором был назначен Петер Шумахер. Позже 29 августа 2024 года Firefly назначила Джейсона Кима новым ген. директором с 1 октября 2024 года.
18 декабря 2024 года компания получила свой третий контракт от НАСА в рамках CLPS. По контракту компания доставит к кратеру Груйтуйзен полезную нагрузку НАСА на посадочном модуле Blue Ghost.

### 2025—н.в.
15 января 2025 года состоялся первый запуск посадочного модуля Blue Ghost, разработанного компанией. Запуск и развертывание аппарата прошли успешно.

## Ракеты-носители

### Firefly Alpha
Кислородно-керосиновая ракета-носитель Firefly α должна выводить до 1000 кг груза на низкую околоземную орбиту и до 600 кг на солнечно-синхронную орбиту.
В конструкции ракеты используются композитные материалы — в том числе углеволокно для снижения веса запуска, что приводит к увеличению доли полезной нагрузки.
Дополнительным новшеством ракеты является использование клиновоздушного ракетного двигателя, который увеличивает её эффективность. Используются двигатели Reaver-1 и Lightning-1. Для упрощения конструкции двигателя используется вытеснительная система подачи топлива, при которой сжатый газ вытесняет горючее и окислитель из баков, позволяя обойтись без турбонасоса.
Первый успешный запуск состоялся 15 сентября 2023 года. На январь 2025 состоялось 5 запусков ракеты, лишь два из которых были успешными.

### Firefly Beta
Ракета-носитель Firefly Beta  находится в разработке на стадии прототипа. Предполагается, что она будет состоять из нескольких Firefly Alpha и будет способна доставлять на низкую околоземную орбиту до 4000 кг полезного груза, а на солнечно-синхронную до 3000 кг.
13 августа 2021 «Южмаш» отправил в США габаритно-стыковочный макет первой ступени ракеты «Beta».

### MLV
Проектируемая ракета среднего класса. Совместная разработка с Northrop Grumman. Первый запуск запланирован на 2026 год.

## Лунные посадочные модули

### Genesis
9 июля 2019 года Firefly Aerospace подписала соглашение с Israel Aerospace Industries (IAI), которая владеет интеллектуальной собственностью на конструкции лунной платформы Берешит (Beresheet). Аппарат Genesis создадут на базе зонда «Берешит» c использованием американских компонентов, чтобы соответствовать стандартам НАСА, в модуле также должна быть использована двигательная система от Aerojet. Он сможет доставить на лунную поверхность до 85 кг полезной нагрузки.

### Blue Ghost
Firefly Aerospace — одна из компаний, заключивших контракты с НАСА на доставку грузов на Луну в рамках программы CLPS проекта «Артемида». Цена контракта составляет 93,3 млн долл. Первый запуск состоялся в январе 2025 года и будет выполнен частной компанией SpaceX на ракете-носителе Falcon 9.